# Óváros (Dunaújváros)
Óváros (Dunaújváros) vagy Pentele területén találunk egy katolikus templomot, a Ráctemplomot. Az Óvároshoz tartozik a Rácdomb, a Petőfi Sándor utca, Attila utca, "Sasbérc", Óváros központ, Molnár Farkas, Szalki-sziget és a sziget melletti dunaparti rész, Felső-fok, Magyar út, volt szovjet laktanya, az Öreghegy, épületeik megőrzik a Pentele múltját.
A kerítések a népi hagyomány jeles mintái.

## Történelme
A Pentele városrészben, azaz Dunaújváros Óvárosában az őskorból már származnak leletek. Dunaújváros több mint 10.000 éves település, mert a löszpartok, lösztalaj alkalmassá tette a területet, hogy lakógödröket ássanak.
A hunok 434-ben a rómaiakkal megegyezve megszállták Pannóniát. A hunok Intersicai jelenléte nem bizonyított. Őket követték a keleti gótok, majd az avarok éltek a területen.
Szalki-szigeten görögkeleti kolostort építettek. Ezzel egy időben a Duna jobb oldalán kiépült a mai Rácdomb, amelyet korábban Dunapentelének hívtak.
A középkorban még földvár is épült védelmi célokból (Andorok nemzetség). Feltételezések szerint görög eredetű a neve. A földvár mellett falu volt. A templomot plébániává alakították át. Ma ez a Rácdomb.
1526-ban - a mohácsi csata miatt - mind a magyar csapatok és a törökök is "átvonultak rajta". Megszállták, palánkvárat emeltek. 
A törökök miatt átmenetileg elnéptelenedett a település. 1664-ben, a vasvári békét követően rác családok választották Dunaújváros területét állandó lakhelyüknek. 
A 18. századra a törököket visszaszorították és ezzel párhuzamosan szerb családok költöztek ide. Innen származik a Rácpentele név. 1748-ban a rácdombi görögkeleti barokk templomot a jelenlegi állapotára.
A rác lakosságnak a létszáma csökkent, ekkor Rudnyánszky József földesúr 1743-ban, 1744-ben magyar jobbágyságot telepíttetett Dunaújváros területére.  A 17. század végén 1800 lakos élt ott. 
1833-ban Pentele mezővárosi rangot kapott a terület, vásárokat rendeztek heti rendszerességgel. Az 1848-as szabadságharc sok magyar elesett, szoboregyüttest helyeztek a dunaújvárosi Óvárosban tiszteletükre.
1870-ben mezővárosról nagyközséggé minősítették a települést, már gyógyszertár és állatorvos is élt ott a gyarapodó lélekszám mellett.
A második világháború alatt 110 lakóépületet szétbombáztak. A 6-os út a nagyközség gyarapodását idézte elő.

## Külső hivatkozások
- Dunaújváros Római tábor